# Nagdlunguaq-48
Il Nagdlunguaq-48, anche noto come N-48 Ilulissat o semplicemente N-48, è una società calcistica groenlandese, fondata l'8 febbraio 1948 e con sede a Ilulissat. Disputa il massimo campionato groenlandese, la CocaCola GM. Le partite casalinghe in tutti i campionati disputati dalla società sono state giocate al Nuuk Stadium.
Il Nagdlunguaq-48 è la seconda società più titolata della Groenlandia dopo la B-67 avendo vinto 12 titoli nazionali, tra cui quello del 2007, battendo per 2-0 il Kugsak-45 decisivo per la conquista del suo decimo titolo. Nel 2022 conquista il suo dodicesimo titolo nazionale contro la B-67 ai calci di rigore per 6 a 5 dopo un parziale di 2 a 2 ai tempi supplementari. 

## Palmarès
- Campionato groenlandese: 12

Campione: 1977, 1978, 1980, 1982, 1983, 1984, 2000, 2001, 2006, 2007, 2019, 2022
Secondo posto: 1981, 2005
Terzo posto: 2002
- Campionato femminile: 2

Campione: 1991, 1993